# Additionsreaktion
En additionsreaktion er en kemisk reaktion, hvor to eller flere molekyler går sammen til et større molekyle. 
Denne slags reaktioner er begrænsede til molekyler med dobbelt- eller tripelbindinger.
Et organisk stof kaldes umættet, hvis det kan deltage i additionsreaktioner.
Det modsatte af en additionsreaktion er en eliminationsreaktion. 